# Cemitério Vvedenskoye
Cemitério Vvedenskoye ou cemitério alemão (em russo:  Введенское (Немецкое) кладбище) é um cemitério histório no distrito de Lefortovo, Moscou, Rússia.
Até 1918 foi o local principal de sepultamento das comunidades católicas e protestantes de Moscou, principalmente os russos de ascendência alemã. Após 1918 o cemitério foi secularizado, aceitando sepultamentos de todas as confissões religiosas, incluindo os clérigos ortodoxos. Ao longo de sua história foi também usado muitas vezes como um cemitério militar.

## Origens
Entre o fim de 1771 e 1772 Catarina II da Rússia, impertriz da Rússia, lançou um édito decretando que qualquer pessoa não tinha mais o direito de ser sepultada em criptas ou adros adjacentes a igrejas. Novos cemitérios tiveram de ser construídos em todo o Império Russo e serem todos localizados fora dos limites das cidades.
Uma das principais motivações por trás destas medidas foi a superlotação em criptas e adros de igrejas. No entanto, o verdadeiro fator decisivo que levou às novas leis a ser aplicadas em uma escala tão grande em todo o império russo foi para evitar mais surtos de doenças altamente contagiosas, especialmente a peste negra que tinha levado ao tumulto da praga em Moscou em 1771.
Quando o cemitério Vvedenskoye foi estabelecido no início da década de 1770, um cemitério alemão do século XVI foi a ele incorporado.

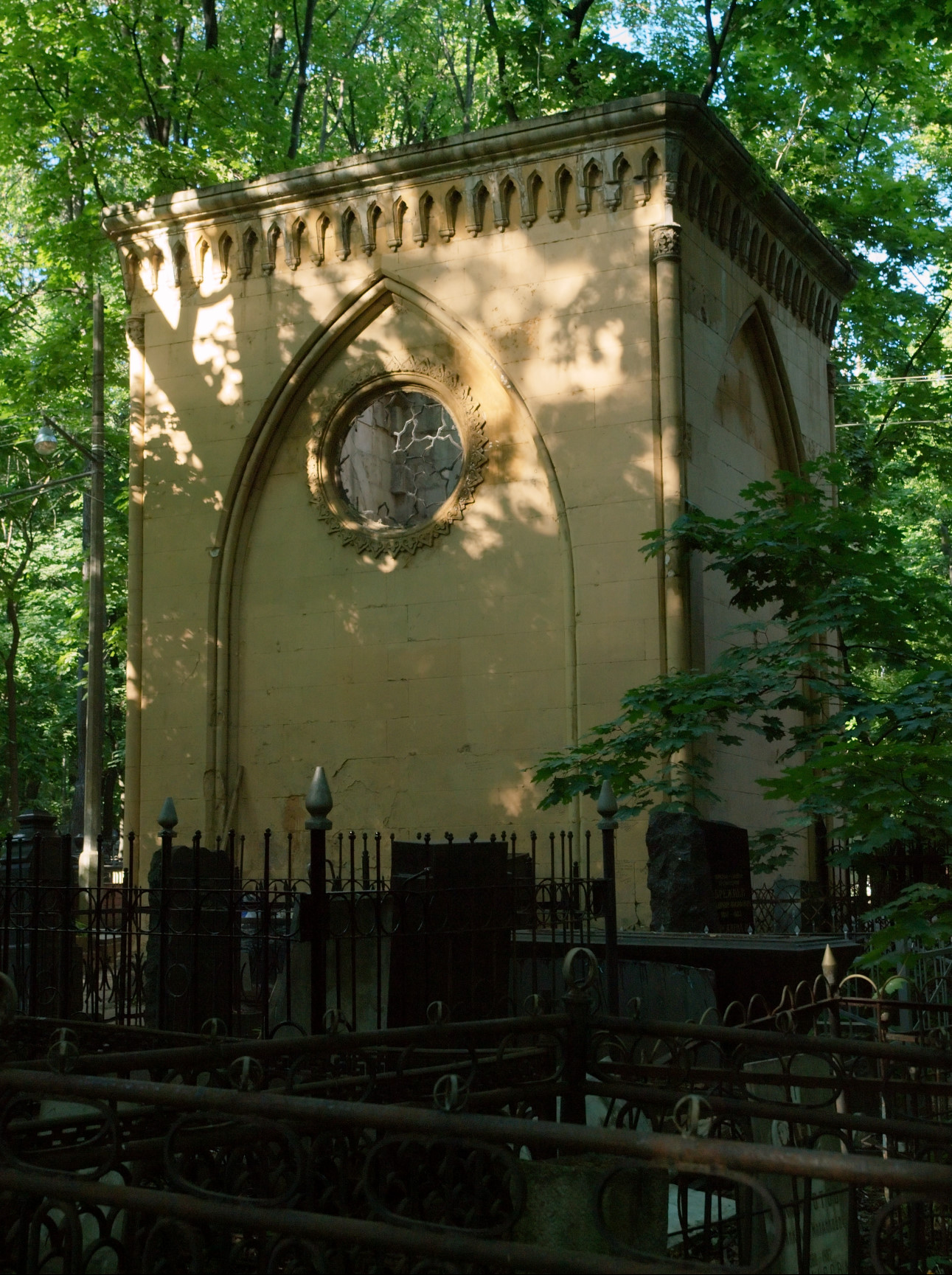
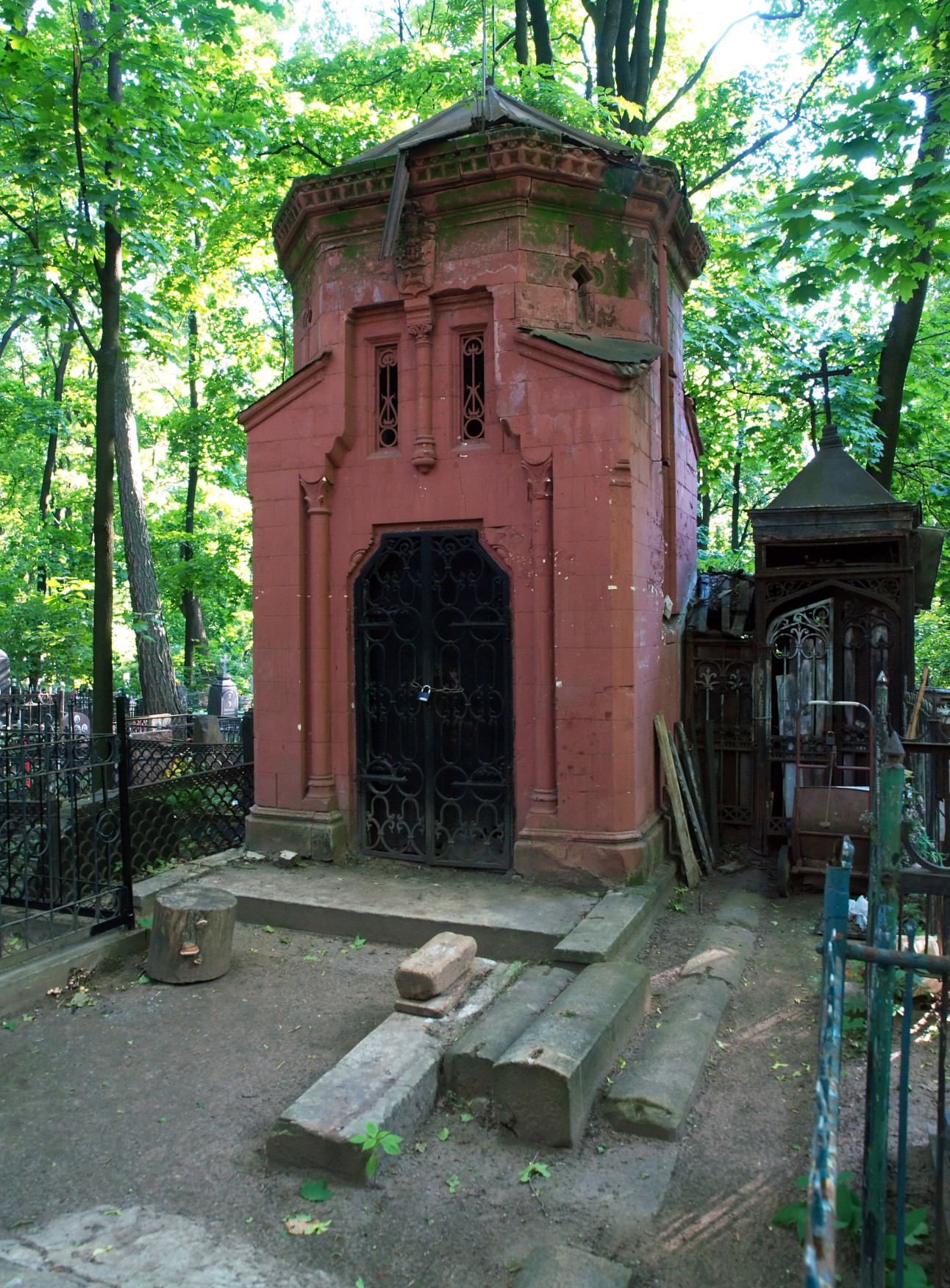
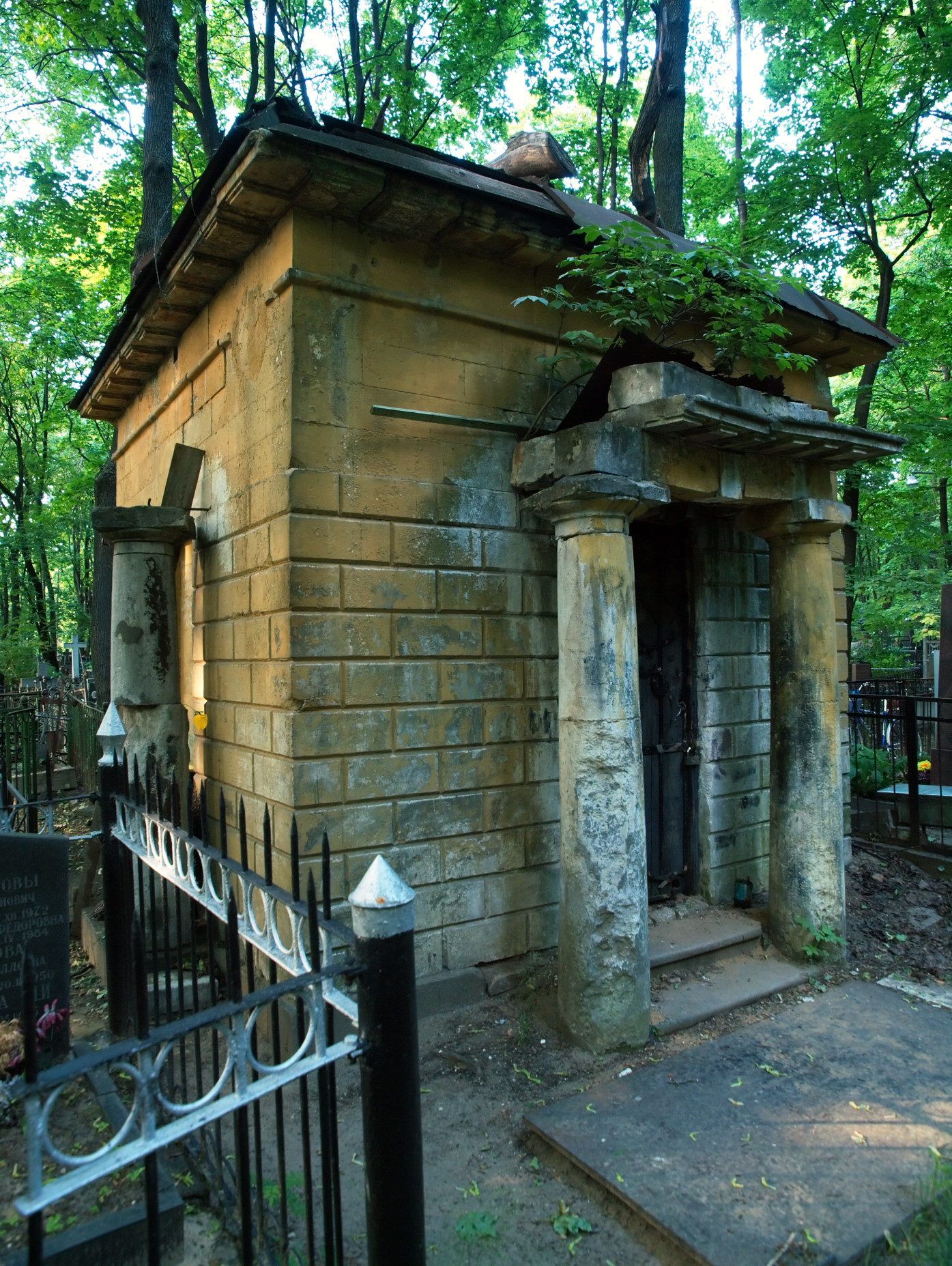
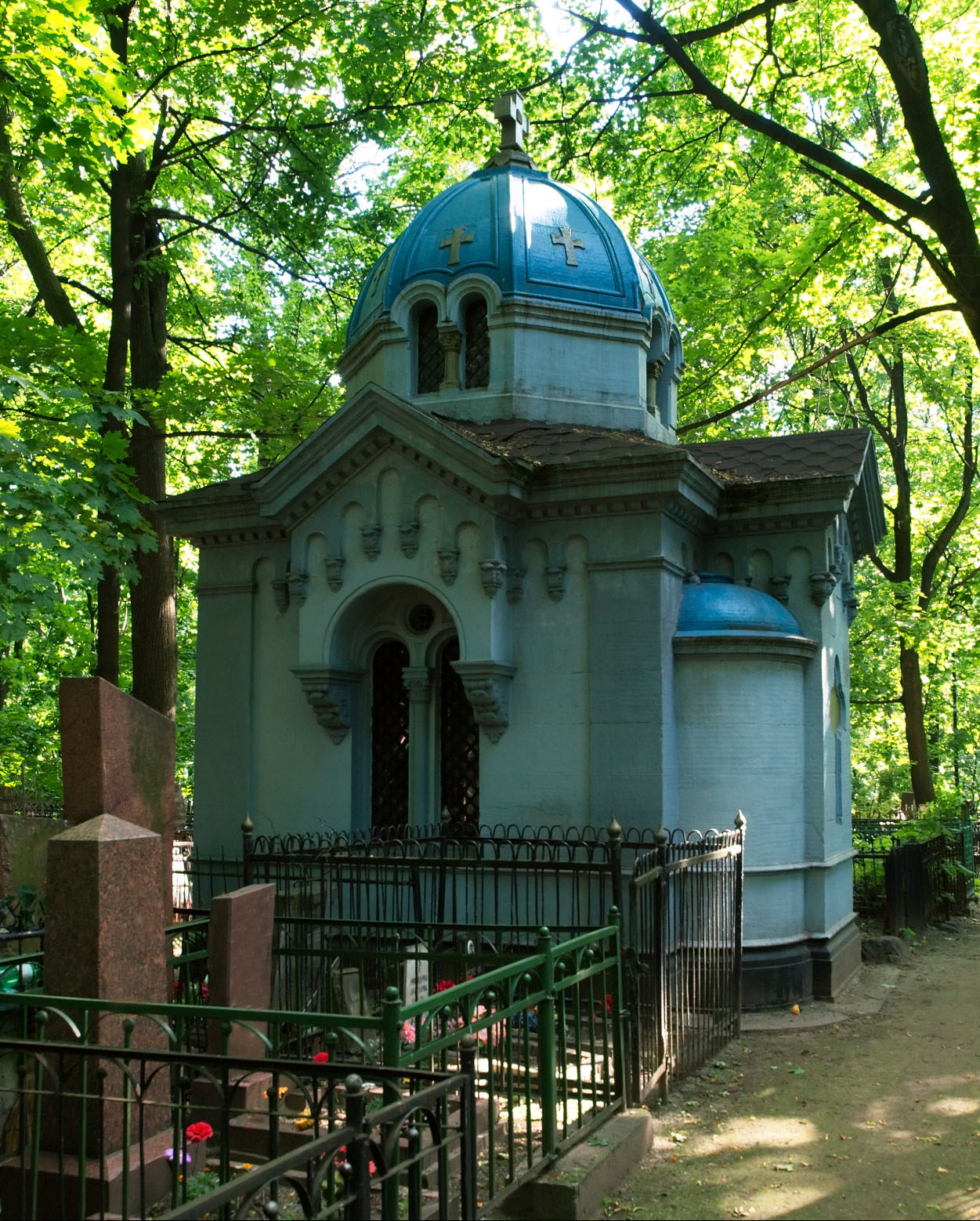

## Personalidades sepultadas antes da revolução de 1917

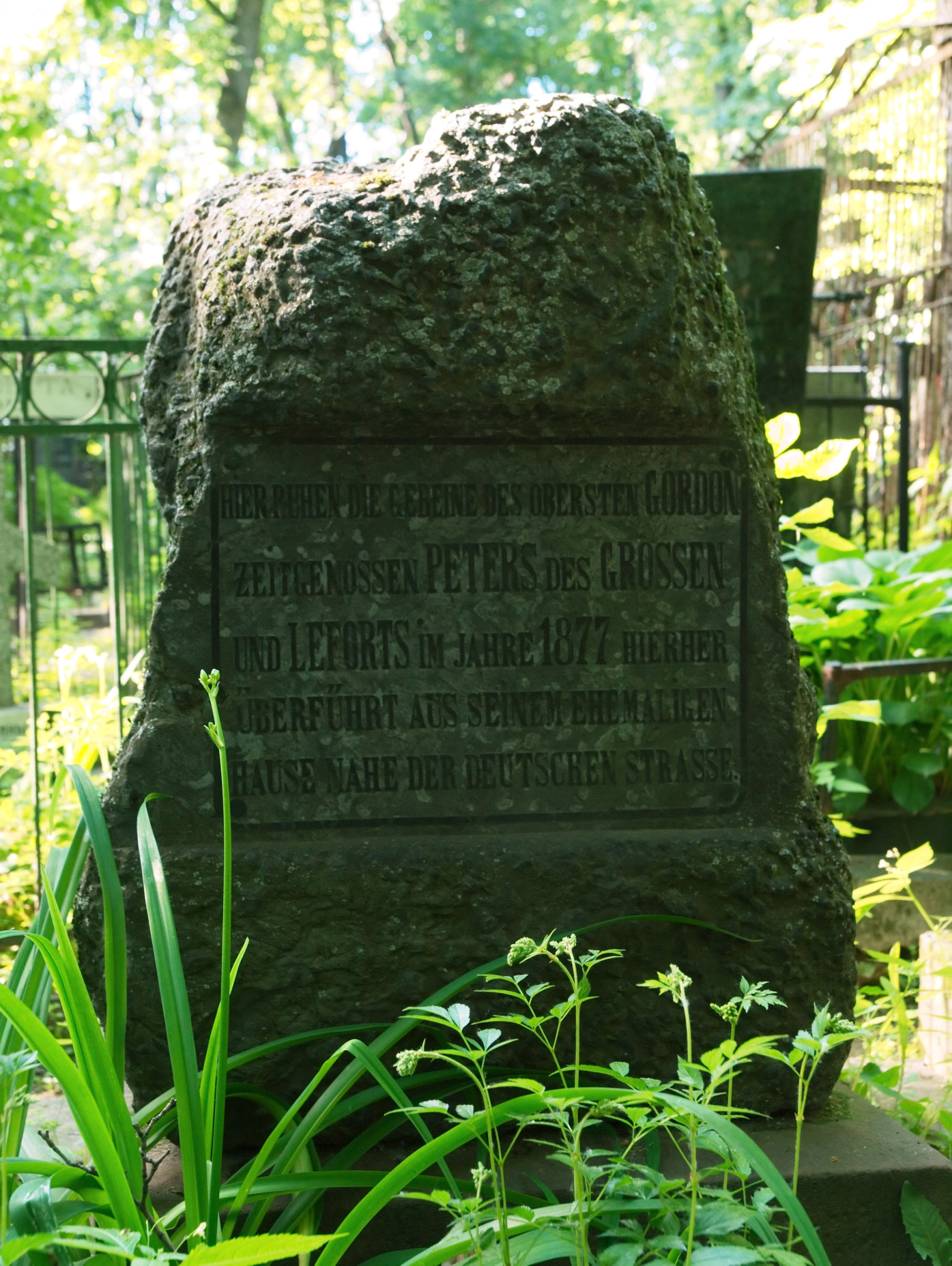
Patrick Gordon
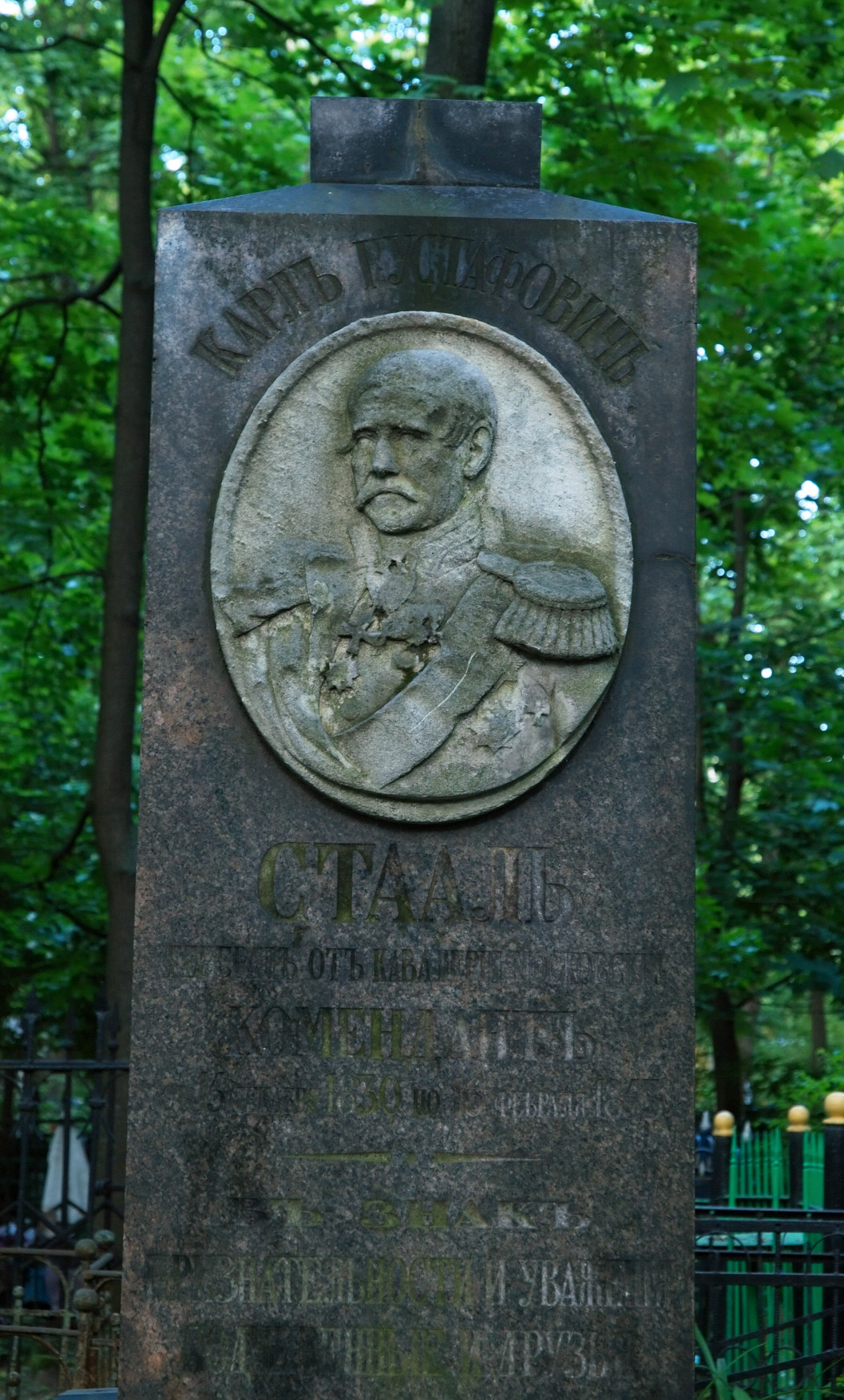
Karl Staal
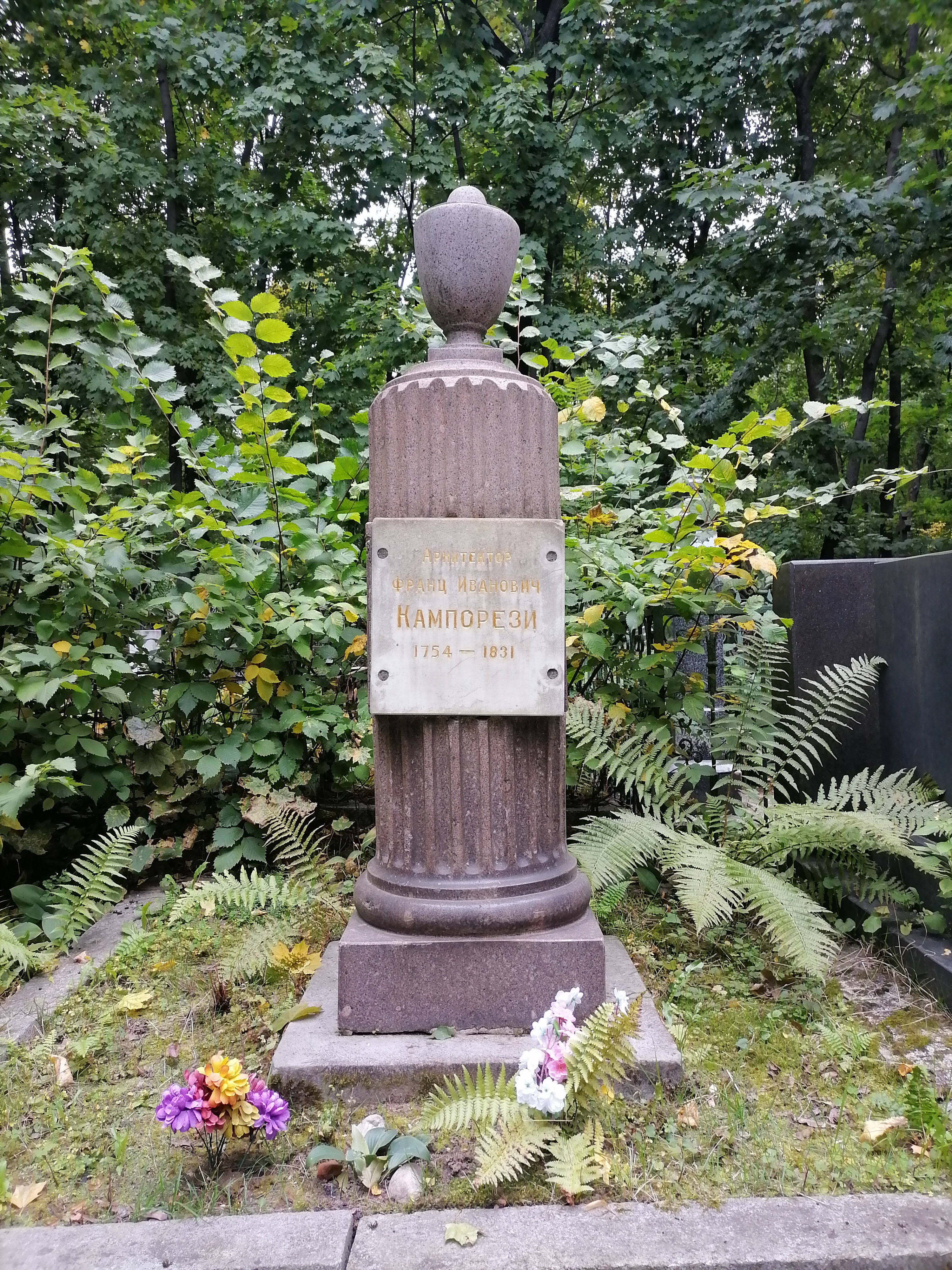
Francesco Camporesi
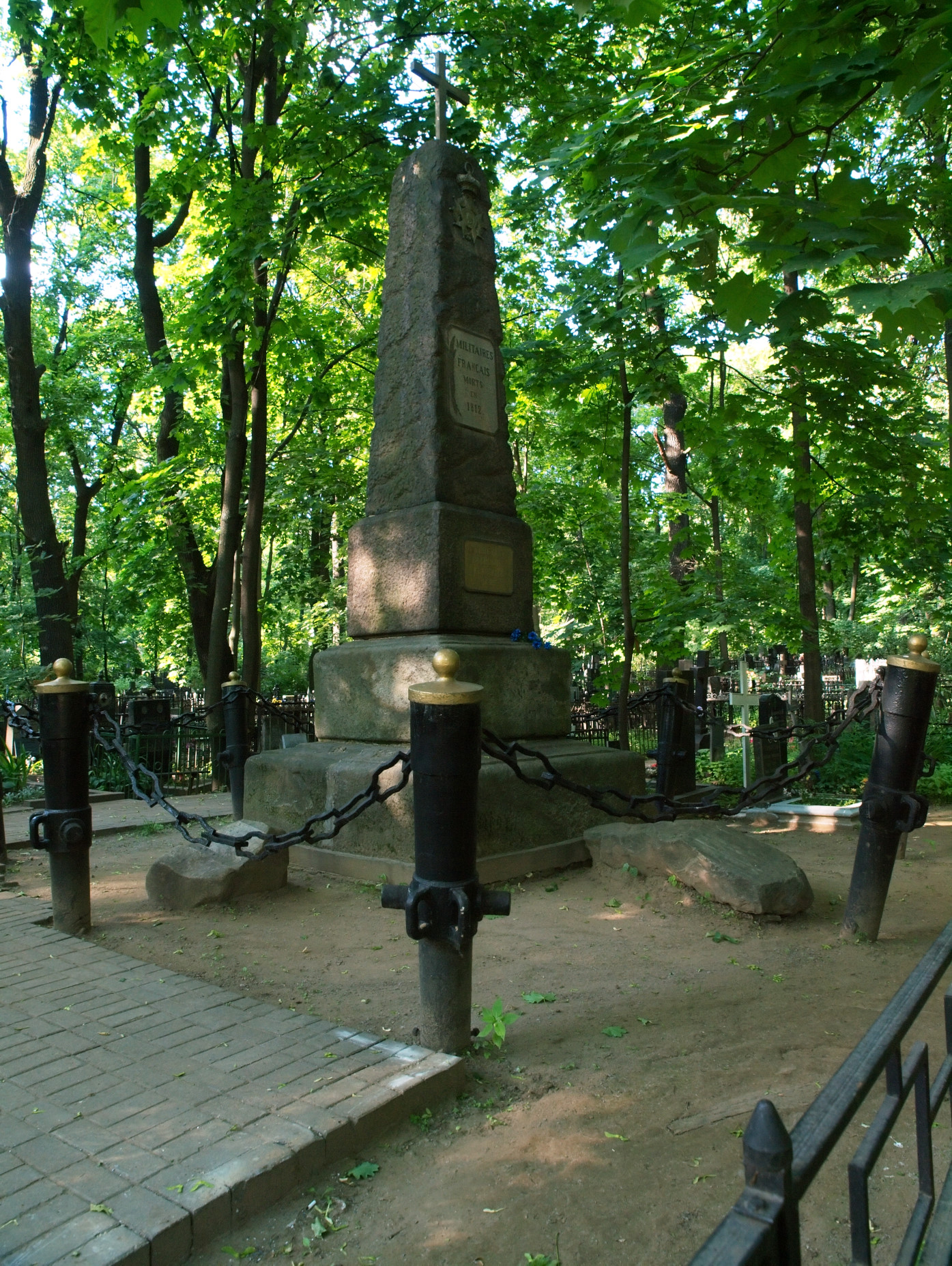
Franceses de 1812

- Santino Campioni (1774–1847), escultor
- August Davidov (1823-1885), matemático
- Semyon Eybushitz (1851–1898), arquiteto
- John Field (1782–1837), compositor
- Friedrich Joseph Haass (1780–1853), médico e filantropo
- Gustav List (1835–1913), comerciante e filantropo
- Lucien Olivier (1838–1883), chef
- Pavel Petrovich Pahlen (1775–1834), general
- Leonid Timister (1844–1905), comerciante e filantropo
- Pavel Pabst (1854–1897) pianista, compositor e professor

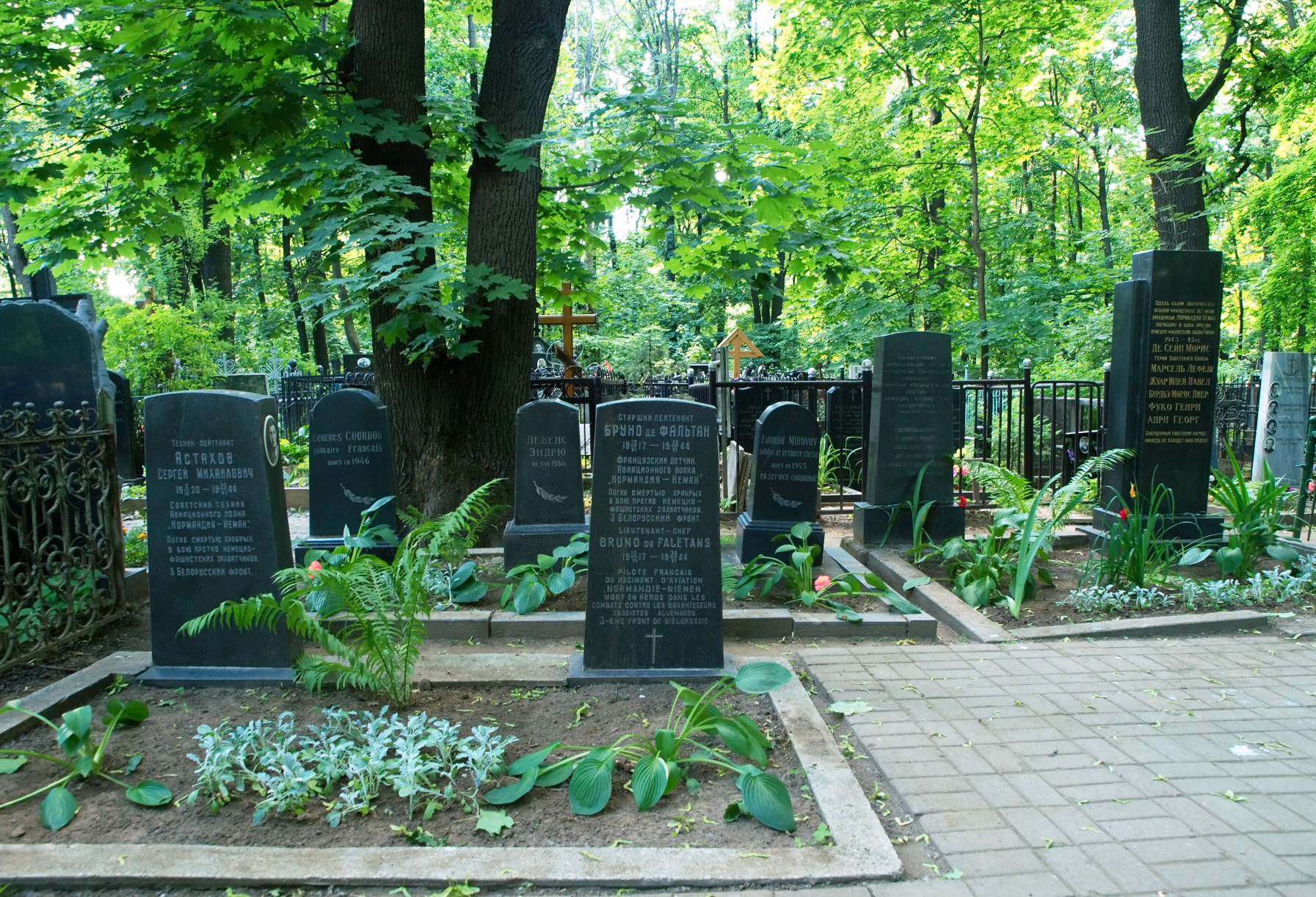
Sepulturas dos soldados da Normandie-Niemen adjacente ao obelisco French of 1812

## Personalidades sepultadas no período soviético
- Osip Abdulov, ator
- Vsevolod Abdulov, ator
- Yefim Baranovich (1884-1948), lider militar
- Grigory Barkhin, arquiteto
- Robert Bartini, projetista de aviões
- Leonid Grossman (1888–1965), escritor
- Anna Izryadnova (1891–1946), mulher de Serguei Iessienin
- Roman Klein (1858–1924), arquiteto
- Nikolai Kolli (1894–1966), arquiteto
- Nikolai Koltsov (1872–1940), biologista
- Ivan Sergeyevich Kuznetsov (1867–1942), arquiteto
- Konstantin Melnikov (1890–1974), arquiteto
- Mikhail Prishvin (1873–1954), escritor
- Ivan Rerberg (1869–1932), arquiteto
- Alexander Filipovich Samoilov (1867–1930), fisiologista
- Pyotr Sobolevsky (1904–1977), ator
- Ivan Susloparov (1897–1974), general do Exército Vermelho que assinou o primeiro lote de documentos da rendição incondicional da Alemanha em 7 de maio de 1945 em Reims
- Valeri Popenchenko (1937–1975) medalhista olímpico de ouro em boxe
- Ivan Sytin (1851–1934), comerciante, publicista e educador
- Metropolitan Trifon (Boris Petrovich Turkestanov, 1861–1934)
- Viktor Vasnetsov (1848–1926) e Apollinary Vasnetsov (1856–1933)
- Stanislav Vaupshasov (1899–1976), NKVD, heroi da União Soviética
- Maria Yudina (1899–1970), pianista russo

Existe também um cenotáfio a Iona Yakir (1896–1937).